# Vőfély

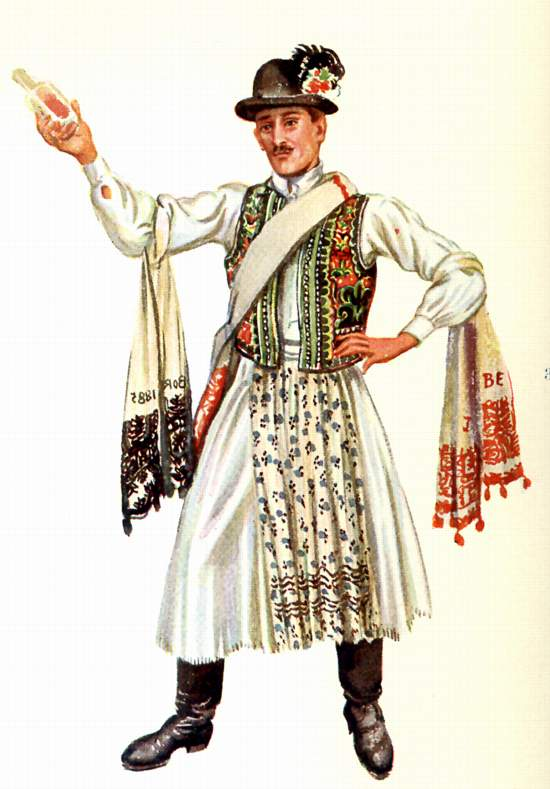
Vőfély 1885 körül

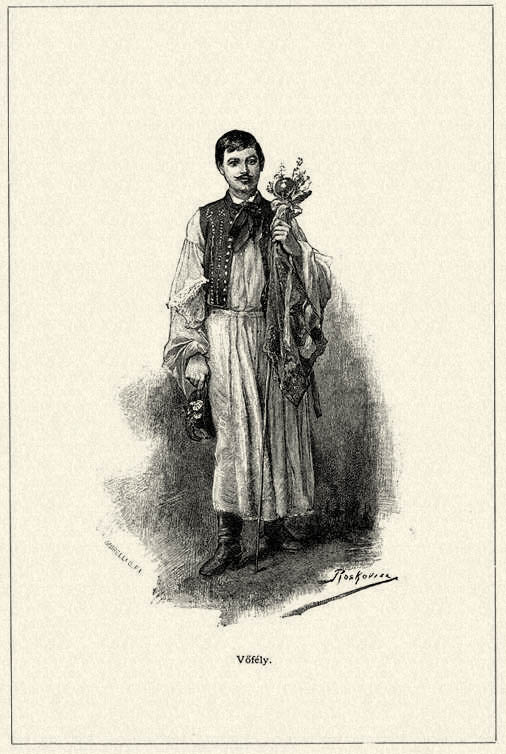
Vőfély a XIX. században

A lakodalmi mulatságban a jó hangulat egyik elengedhetetlen felelőse volt a vőfély. A Kárpát-medencében ma is sokfelé követik ezt a hagyományt.

## A vőfély személye
Régi szokás vőfélyt hívni a lakodalomba. Régebben a család barátja vagy rokona vállalta ezt a megtisztelő szerepet. Sőt nem volt ritka még egy-két évtizeddel ezelőtt sem, hogy a lakodalomba nem egy hanem több vőfélyt is meghívtak.
Ma már feledésbe merült az, hogy barátot kérjenek fel erre a szerepre. Inkább hivatásos vőfélyt hívnak a lakodalmakba, akik felkészülve a "megmérettetésre", pontosan és szépen levezénylik a lakodalmat.

## Feladatai
A vőfély a "menyasszonyos" háznál először kikéri a menyasszonyt a szülőktől a leendő férje számára. Eztán elbúcsúztatja a családtagoktól (apa, anya, testvér, nagyszülő, násznagy). Mindezt régi rigmusokkal.
A lakodalomban a különböző fogások előtt kis versikével szórakoztatja a már éhes násznépet.
Ezenkívül tréfás játékokat csinál, illetve csináltat a vendégekkel és az ifjú párral. Általában éjfélkor a gyertyafénykeringő és a menyasszonytánc következik. Ekkor az ifjú pár megkapja az ajándékait a násznéptől amit szintén a vőfély vezényel le.
A vőfély elengedhetetlen kellékei a bokrétás kalap és a szalagokkal feldíszített vőfélybot.
Ma már egyre több a modern vőfély, aki a násznép tájékoztatását, mozgatását, animálását és szórakoztatását helyezi előtérbe a sok vers és népszokás helyett. Sokan vőfély helyett ceremóniamestert fogadnak, aki öltönyben jelenik meg és nem mond verset.

## Vőfély rigmusok
A vőfélyrigmus a népi vers alkalmi válfaja, a lakodalom szertartásmestere által elszavalt, az ünnepségsorozat fontosabb mozzanataihoz kapcsolódó kötött formájú alkalmi szöveg. A vőfély a középkori mulattatók, a 16.–18. századi énekes szolgák, szolgadiákok újkori népi megfelelője, aki azonban rendszerint nem alkotója, hanem csak előadója a vőfélyverseknek; a helyzethez illő módosításokat azonban ő végzi el.
A vőfélyversek szerzői korábban az iskolamesterek, diákok, utóbb falusi néptanítók, kántorok és népi verselők, vőfélykedő parasztok voltak. Szövegeik egy része nyomtatásban is megjelent; a nyomtatott vagy kéziratos másolatban terjedő vőfélykönyvek a lakodalom menetének megfelelő sorrendben közlik a vőfélyverseket s a vőfélyek egyéb kötelességeit. Írásbeliség híján mindezek szóhagyományban éltek és maradtak fenn; az ilyenek formailag a legcsiszoltabbak, tartalmilag a legnépiesebbek; különösen régi hagyományú vidékeken találkozunk velük. A vőfélyversek évszázados hagyományokat tartanak fenn.

## Külső hivatkozások
- Vőfély.lap.hu
- Vőfélykereső
- Facebook csoport